# Trottiscliffe Meadows
Trottiscliffe Meadows (en français : les champs de Trottiscliffe) est un Site d'intérêt scientifique particulier de 12 acres au sud de Trottiscliffe dans le Kent,. Il s'agit d'un site inclus dans la Revue de Conservation de la Nature, de catégorie I.
Ces champs sur argile de Gault sont traversés par des ruisseaux calcaires et constituent deux des rares zones restantes de champs non aménagés dans le comté. Il y a un certain nombre de plantes rares, comme la valériane des marais, la Laîche millet, la Laîche distique et la mousse rare cratoneuron filicinum.
Les champs sont des terrains privés, mais un sentier public traverse l'un d'eux, ce qui favorise le droit de passage des citoyens.